# قطعنامه ۲۰۰۲ شورای امنیت
قطعنامه ۲۰۰۲ شورای امنیت سازمان ملل متحد که در تاریخ ۲۹ جولای ۲۰۱۱ تصویب شد، سندی بین‌المللی دربارهٔ بررسی وضعیت سومالی است. این قطعنامه طی نشست ۶۵۹۶ام با ۱۵ رای موافق، ۰ مخالف و ۰ ممتنع تصویب شد.